# T Apodis
T Apodis är en pulserande variabel av Mira Ceti-typ i stjärnbilden Paradisfågeln.
Stjärnan varierar mellan magnitud +8,4 och 15 med en period av 261,03 dygn.